# Пуюма
Пуюма, также Пэйнань или Бэйнань (кит. 卑南族) — одна из народностей тайваньских аборигенов. Делится на две племенные группы — чипэнь (石誕) и наньван (南王). Проживают в уезде Тайдун на восточном побережье Тайваня.
В 2000 количество Пуюма составляло 9,606, а к 2020 году насчитывалось 14,709 человек. Это около 2,4 % аборигенного населения Тайваня. Это шестая по численности группа аборигенов. Пуюма говорят на своём языке, на классическом китайском и на миньнаньском диалекте, распространённом на Тайване. Язык пуюма умирает, количество его носителей уменьшается. 

## Археологические памятники неолитической культуры Бэйнань
Антрополог Рюдзо Тории первый описал эту зону в северной части города Тайдун в конце XIX века, когда японцы заняли Тайвань. Он сделал фотографии и задокументировал находки. В начале XXI века здесь был построен Национальный музей первобытных культур Тайваня.

## Знаменитые пуюма
- А-мэй, популярная тайваньская певица.
- Самингад (紀曉君), исполнитель аборигенских песен.
- Пур-дер (陳建年), исполнитель аборигенских песен.
- Панай Кусуй, исполнительница аборигенских песен.